# Руцево (Куявсько-Поморське воєводство)
Руцево (пол. Rucewo) — село в Польщі, у гміні Злотники-Куявські Іновроцлавського повіту Куявсько-Поморського воєводства.
Населення — 368 осіб (2011).
У 1975-1998 роках село належало до Бидгощського воєводства.

## Демографія
Демографічна структура станом на 31 березня 2011 року:
|          | Загалом | Допрацездатний вік | Працездатний вік | Постпрацездатний вік |
| -------- | ------- | ------------------ | ---------------- | -------------------- |
| Чоловіки | 189     | 35                 | 145              | 9                    |
| Жінки    | 179     | 38                 | 112              | 29                   |
| Разом    | 368     | 73                 | 257              | 38                   |